# Stazione di Corato Sud - Ospedale
La stazione di Corato Sud - Ospedale è una stazione ferroviaria posta sulla ferrovia Bari-Barletta ubicata nei pressi dell'Ospedale e del Liceo Artistico Federico II "Stupor Mundi" a sud del comune di Corato. I collegamenti ferroviari sono operati dalla società Ferrotramviaria.

## Storia
La stazione è stata progettata nel 2014 a seguito del raddoppio della linea Ruvo-Barletta, e aggiunta quindi al "Grande Progetto" di Ferrotramviaria del 2008, ancora in fase di esecuzione. Nonostante i lavori terminati già dal 2019, la nuova stazione è stata attivata solo con la riattivazione della tratta a doppio binario Andria-Corato, il 3 aprile 2023.
La stazione nasce per collegare le zone sud periferiche della città di Corato, in particolare rende più accessibile l'arrivo all'Ospedale. È anche particolarmente utilizzata anche dagli studenti del vicino Liceo Artistico Federico II "Stupor Mundi".

## Struttura
La stazione utilizza un'architettura moderna e innovativa. Sbocca direttamente all'intersezione di Via Giolitti e Via Lago Baione, permettendo quindi di raggiungere l'Ospedale e l'Istituto scolastico superiore, e su Viale Ombrone, collegando quindi al quartiere periferico.
La struttura della stazione ha un sottopassaggio che permette di passare su entrambi i binari, e sono presenti anche ascensori per i diversamente abili. Le banchine ferroviarie, infine, sono coperte da una grande arcata in metallo.

## Movimento
L'impianto è servito dai treni regionali FR1 e FR2 della rete Ferrovie del Nord Barese, che costituiscono un collegamento suburbano tra Bari e l'hinterland nord Barese della Provincia di Barletta-Andria-Trani e vengono effettuati rispettivamente via Palese Macchie e via Aeroporto.

## Criticità e controversie
Sono state rilevate criticità a seguito dell'attivazione della stazione. Difatti, la nuova stazione causa il congestionamento del traffico all'altezza del passaggio a livello di Via Bagnatoio, poiché a causa del continuo traffico ferroviario, consegue la chiusura del passaggio a livello per anche oltre trenta minuti ogni ora. Questo ha quindi comportato nei giorni successivi dell'apertura della stazione, le proteste da parte del Comitato Ferrovie Nord Barese Bari - Bat per trovare una soluzione urbanistica al problema.

## Servizi
- Biglietteria a sportello
- Biglietteria automatica
- Servizi igienici
- Sala d'attesa
- Parcheggio di scambio

## Galleria d'immagini

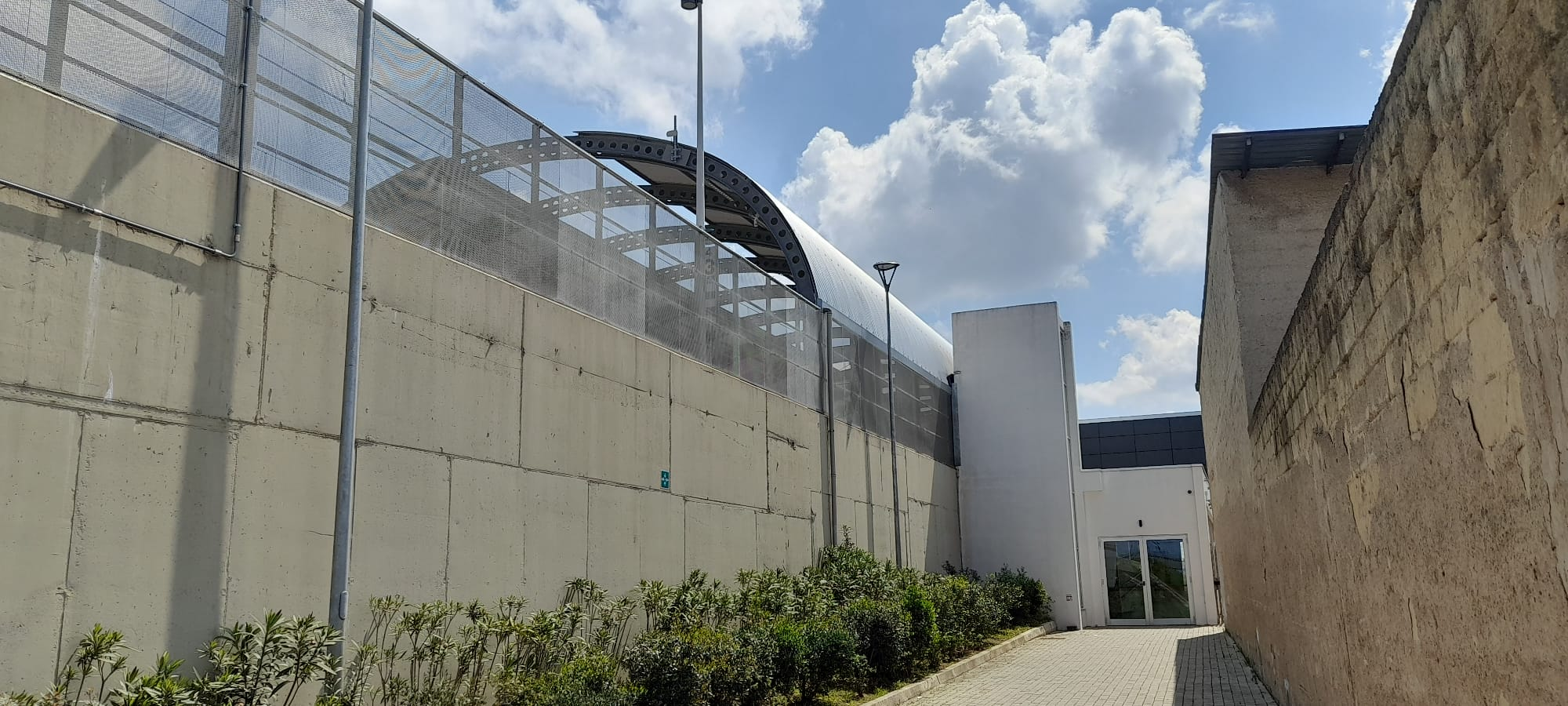
Ingresso di Corato Sud di Via Giolitti
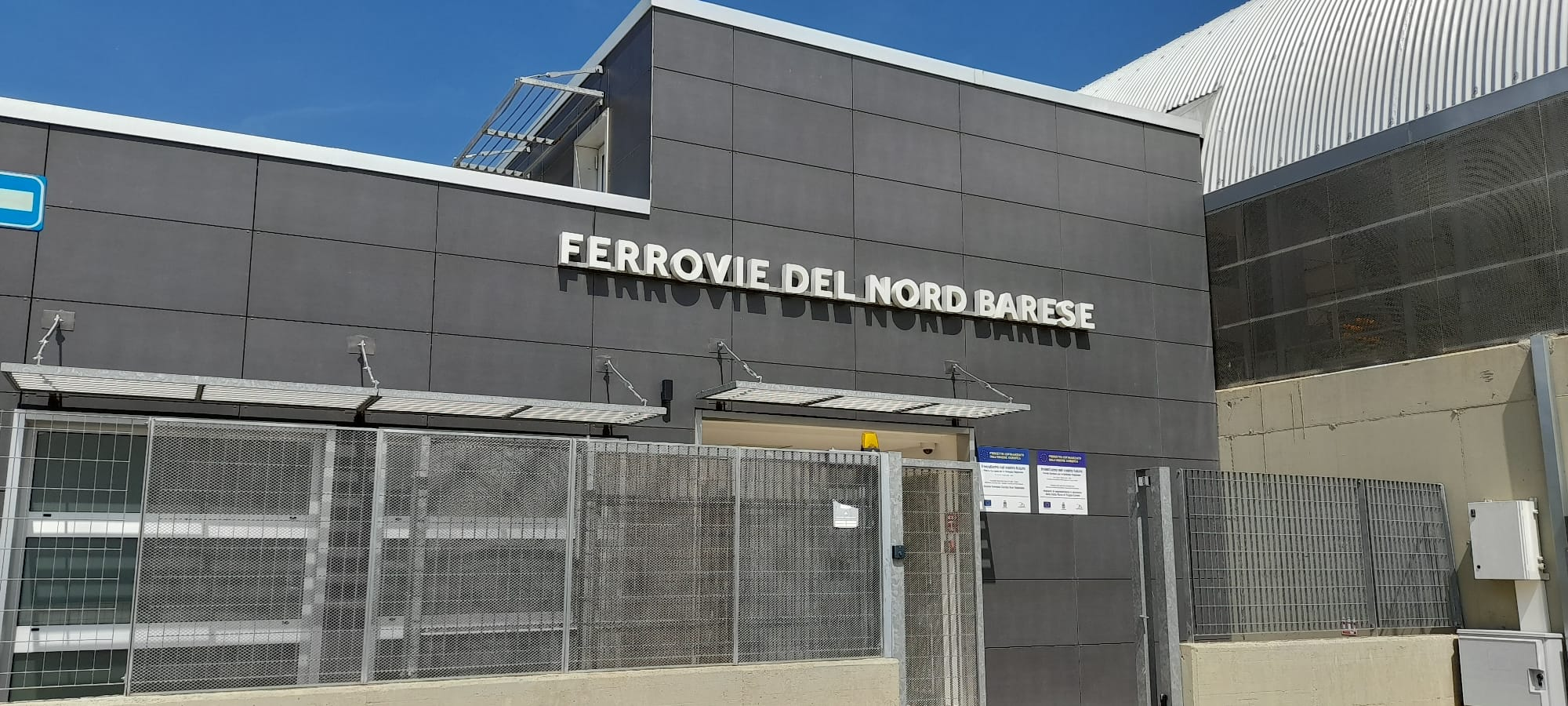
Facciata principale di Corato Sud